# Eutrichota praeclara
Eutrichota praeclara är en tvåvingeart som först beskrevs av Stein 1914.  Eutrichota praeclara ingår i släktet Eutrichota och familjen blomsterflugor. Inga underarter finns listade i Catalogue of Life.